# Zosis geniculata
Zosis geniculata là một loài nhện trong họ Uloboridae.
Loài này thuộc chi Zosis. Zosis geniculata được miêu tả năm 1789 bởi Olivier.